# BCM Europearms mod SLR
Lo Sniper Long Range (SLP) è un fucile di precisione/competizione pensato per il tiro ludico sulla lunga distanza, costruito dalla ditta italiana BCM Europearms. L'azione è in acciaio 17/4 Ph che, a fine lavorazione, subisce un ulteriore trattamento per aumentarne la durezza. Il trattamento scelto è l'H900 che conferisce una durezza di circa 44-45 HRC ed un carico di rottura elevato (1.417 Mpa). I calibri attualmente disponibili sono:  6.5 x 47 Lapua, .308 Wincester, .300 Wincester Magnum, .338 Lapua Magnum.
L'alimentazione è monocolpo o caricatore AICS a 5 colpi.
In questo caso, i calibri e le lunghezze canna sono: 308 Win. canna 500, 550, 610 mm e 6.5x47 Lapua canna 610 mm.
La meccanica è montata su una calciatura in fibra sintetica McMillan A5 (nell'immagine colore Black Olive).